# ذا كينغ أوف فايترز 96
ذا كينغ أوف فايترز 96 (بالإنجليزية: The King of Fighters '96)‏، طورت ونشرت بواسطة شركة إس إن كي، وهي الجزء الثالث من سلسلة ألعاب القتال ذا كينغ أوف فايترز، صدرت اللعبة عام 1996 لأول مرة على ألعاب الصالات، وتلتها إصدارات بلاي ستيشن وغيم بوي وسيغا ساترن.

## حبكة
تم الإعلان عن بطولة زعيم المقاتلين الجديدة، على الرغم من أن رسائل الدعوة المرسلة إلى المقاتلين لم تعد تُرسل من قبل روغال بيرنشتاين. هناك العديد من التغييرات في نهج البطولة. منذ العام السابق، نمت شهرة البطولة بشكل كبير، وتحولت إلى حدث دولي كبير. تقوم الشركات الكبرى بتحويل هذه البطولة إلى شيء يتم بثه على نطاق واسع عبر التلفزيون، وتسويقه تجاريًا، والاحتفال به، مما يجذب العديد من الحشود من جميع أنحاء العالم. تقيم البطولة الآن تشيزورو كاجورا، وهي سليلة عشيرة ياتا القديمة المسؤولة عن ختم ثعبان الشيطان أوروتشي جنبًا إلى جنب مع عشائر كوساناجي وياساناكي (العشائر من كيو كوساناغي وإيوري ياجامي، على التوالي). تستخدم تشيزورو البطولة على أمل العثور على عليهم وتجنيدهما من أجل إيقاف تهديد إله الشيطان القادم، لكنهم ليسا على استعداد للعمل معًا بشروط ودية.
في هذا الجزء، تتبع القصة بطولة ملك المقاتلين الجديدة التي أنشأتها تشيزورو كاغورا، وريثة عشيرة ياتا التي تريد العثور على كيو كوساناغي وتجنيده، والذي هزم المضيف السابق، روغال بيرنشتاين، لتطلب منه ومن منافسه اللدود، إيوري ياجامي، المساعدة. لها في ختم شيطان أوروتشي. الرئيس الجديد هو أحد خدام أوروتشي، غوينيتز، الذي ظهر بعد هزيمة تشيزورو.